# Avion solaire
Un avion solaire est un avion dont la propulsion électrique est alimentée, complètement ou en partie, par de l'énergie qu'il capte du Soleil grâce à des panneaux photovoltaïques. Disposés habituellement sur la surface de l'aile, ils convertissent l'énergie lumineuse de notre étoile en énergie électrique. Connecté aux panneaux, un circuit électronique appelé MPPT assure une utilisation optimale de cette énergie afin d'alimenter le moteur qui transforme cette énergie électrique en énergie mécanique au travers de l'hélice. Dans la majorité des cas, une batterie est utilisée pour stocker l'énergie supplémentaire afin de pallier un manque de Soleil.
Par rapport aux ressources fossiles comme le kérosène, l'énergie solaire est inépuisable, gratuite et non polluante mais présente une variation importante liée à la rotation de la Terre (cycle jour-nuit) et une instabilité imprévisible liée aux nuages. Elle n'est pas utilisée pour les transports aériens. Les cellules photovoltaïques ont un coût élevé, sont fragiles et difficiles à mettre en œuvre sur une aile courbe. En raison de leur rendement maximum situé actuellement à environ 30 %, une surface importante est nécessaire pour obtenir une puissance convenable et les batteries nécessaires au stockage (même issues de la technique de pointe Lithium Polymère) sont lourdes.

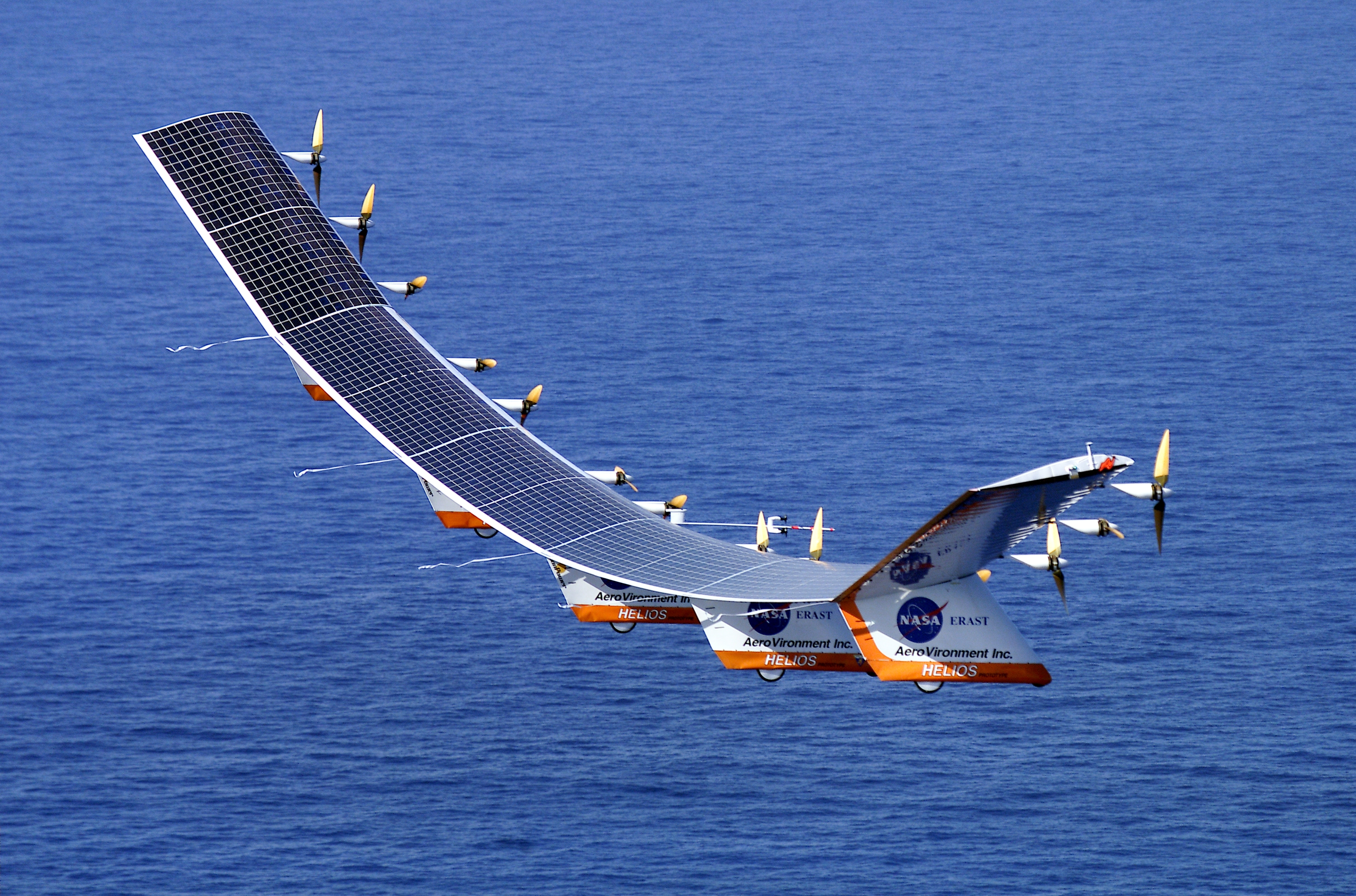
Avion solaire Helios (NASA)

## Projets

### SunriseI
Le premier avion propulsé à l'énergie solaire est le Sunrise I, prototype sans pilote créé en 1974. Il effectue son premier vol le 4 novembre 1974 sur un lac salé à Camp Irwin, en Californie.
Réalisé par un Américain, Robert J. Boucher de la compagnie Astro Flight Inc. sous contrat avec la DARPA, il a une envergure de 9,76 m pour 12,3 kg.
Le premier vol dure vingt minutes à une altitude de 100 m, il dispose de 4 096 cellules solaires sur son aile pour une puissance de 450 W.
Une tempête de sable endommage Sunrise I.

### SunriseII
Le second modèle se nomme Sunrise II. Prototype sans pilote, son vol inaugural a lieu le 12 septembre 1975 sur un lac salé à Camp Irwin, en Californie.
De même envergure que le premier, il a 4 480 cellules solaires sur son aile pour une puissance de 600 W.
Après plusieurs essais, un problème de commande endommage Sunrise II.

### Solaris
En 1976 l'Allemand Fred Militky construit Solaris, un prototype sans  pilote, fait  le 16 août de cette même année, il réalise plusieurs vols à une altitude de 50 mètres.

### Solar One
Construit principalement sur leurs fonds propres par Frederick To et David Williams entre 1976 et 1978, ce prototype reprend le modèle d'un planeur de l'époque. L'avion est construit en matériaux les plus légers possibles (bois d'épinette, fibre de verre, résine, aluminium et du solar film thermoformable). Par manque de financement, de temps et face à la difficulté de trouver un sponsor, les inventeurs décident de réduire le nombre de cellules solaires à un tiers du nombre prévu. Pour amorcer le décollage, ils utilisent une batterie chargée avec les cellules de l'avion avant le décollage. La présence de cette batterie est à l'origine d'une polémique : les détracteurs du projet affirment que cela ne fait pas de cet avion un avion à propulsion solaire pur.
Le premier vol d'essais avec propulsion solaire a lieu sur l'aérodrome de Lasham, (Hampshire, Angleterre) le 21 décembre 1978.
Le premier vol officiel devant la presse a lieu le 13 juin 1979 avec Ken Stuwart comme pilote.
L'histoire de la fabrication du Solar One est l'objet d'un documentaire dans la série Histoires oubliées de l'aviationintitulé L'avion à énergie solaire de Karin Leuthy et Philip Osborn en 1994.

### Gossamer Penguin
Le 18 mai 1980, le grand Gossamer Penguin, un modèle Albatross modifié, est le premier avion habité à voler propulsé uniquement par l'énergie solaire. Construit par la société AeroVironment Inc.., fondée par Dr. Paul McCready, il a une envergure de 22 m pour un poids de seulement 31 kg. Le pilote pour ce premier test est le fils de P. McCready, âgé alors de 13 ans.
Une évolution nommée Solar Challenger (14,3 m d'envergure pour 90 kg) traverse la Manche en 1981.

### Sunseeker I
En août 1990, le Sunseeker I d'Eric Raymond franchi les États-Unis d'est en ouest en vingt-et-une étapes. C'est un motoplaneur électrique alimenté par sept-cents cellules photovoltaïques réparties sur ses ailes et sa queue.

### Helios
Helios est un prototype d'avion solaire de la NASA, quatrième étape du programme ERAST (après le Pathfinder, le Pathfinder Plus et le Centurion).
L'avion télécommandé a battu le record du monde d'altitude en vol horizontal durable, en atteignant l'altitude de 96 500 pieds (environ 32,16 km) au-dessus du Pacifique le 14 août 2001.
Présentant une envergure de plus de 82 mètres (soit plus qu’un Boeing 747) pour un poids d'à peine 800 kg, Helios est constitué de six tronçons d’aile séparés par cinq nacelles faisant office de train d’atterrissage. Un réseau de 180 m2 de panneaux solaires délivrant une puissance de 35 kW alimente les 14 moteurs électriques nécessaires à sa propulsion.
Le 26 juin 2003, ce drone s'écrase dans l'océan Pacifique lors d'un vol d'essai près de l'île hawaïenne de Kauai, sans faire ni dégât ni victime.

### Sunseeker II
Évolution du Sunseeker I, le Sunseeker II est le premier avion solaire à franchir les Alpes (de nord au sud, depuis la Suisse vers l'Italie) en 2009. Cette traversée marque le départ d'un voyage à travers six pays d'Europe.

### Solar Impulse I (HB-SIA)
Solar Impulse est un projet conduit par les Suisses Bertrand Piccard et André Borschberg. Il s'agit d'un avion solaire monoplace avec lequel ils envisagent de faire le tour du monde en cinq escales à partir de 2012.
L'avion est composé de deux grandes ailes qui seront recouvertes d'environ 200 m2 de panneaux solaires (soit 12 000 cellules photovoltaïques). Le dispositif permet de propulser quatre moteurs électriques de 10 ch chacun, et permet de recharger les 400 kg de batteries lithium-polymère embarqués par l'appareil. Son envergure totale est de 63,4 mètres.
Solar Impulse effectue son premier vol d'essai avec succès le 7 avril 2010, à 8 h 28 GMT (10 h 28 heure française), depuis la base militaire de Payerne, à l'ouest de la Suisse. Celui-ci dure plus d'une heure.
Le 8 juillet 2010, Solar Impulse réalise le premier vol jour/nuit, avec une personne à bord (le pilote, André Borschberg). Après 26 h de vol, à 7 h 1 GMT, Solar Impulse atterrit à la base militaire de Payerne d'où il avait décollé.
Au total, ce sont 70 personnes qui ont consacré sept ans de leur vie à travailler à ce projet, soit environ 110 000 jours.Homme ou encore environ 800 000 heures.
De 2010 à 2013, après plusieurs missions en Europe et pour finir la traversée des États-Unis d'Ouest en Est, Solar impulse 1 (HB-SIA) est mis à la retraite le 6 juillet 2013, il est démonté et rapatrié en Suisse. 
Solar Impulse (HB-SIA) a ainsi plus de 400 h de vol à son actif.
L'avion est racheté par un sponsor et le 31 mars 2015, Solar Impulse 1 (HB-SIA) est exposé à la Cité des sciences et de l'industrie à Paris jusqu'en décembre 2016.

### Solar Impulse II (HB-SIB)
Le 9 avril 2014 a lieu la présentation officielle du second prototype Solar Impulse 2 (HB-SIB) à l'aérodrome militaire de Payerne en Suisse.
Parti d'Abou Dhabi le 9 mars 2015 le prototype Solar Impulse 2 (HB-SIB) boucle le tour du monde en 17 étapes et le 26 juillet 2016 il se repose à Abou Dhabi.
Le prototype Solar Impulse 2 (HB-SIB) est actuellement en standby dans un hangar à Abou Dhabi.

### SolarStratos

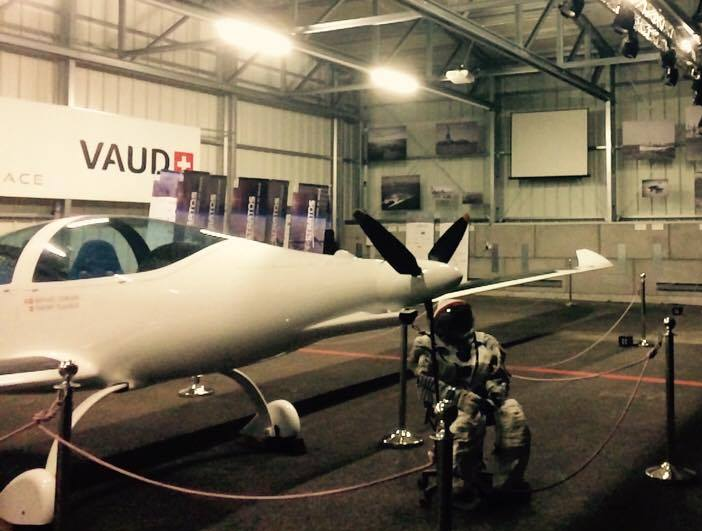
Le SolarStratos exposé sur la base aérienne de Payerne en décembre 2016.

SolarStratos est une aventure initiée officiellement en mars 2014 par l'écoexplorateur suisse Raphaël Domjan.
Il s'agit d'un avion solaire biplace construit par Calin Gologan avec lequel Domjan envisage avec son équipe de réaliser un record absolu d'altitude. La mission To the edge of space a pour but de permettre à Raphaël Domjan d'atteindre plus de 80 000 pieds. Le projet est basé à Yverdon-les-Bains en Suisse. Le 12 août 2025, il réclame le record absolu d'altitude en avion électrique et solaire piloté, Raphaël Domjan atteint l'altitude de 9 521 mètres dans les Alpes Suisses.

## Drone solaire
Parmi les drones solaires, on peut citer le M5D-Airfox, en usage au sein de la marine espagnole.